# 青の戦士
『青の戦士』（あおのせんし）は、狩撫麻礼の原作を谷口ジローが作画した日本の漫画作品である。

## 概説
『事件屋稼業』を読んだ狩撫麻礼が持ち込んだ企画であった。谷口ジロー自身が本作について、バンド・デシネに強く影響されたと認めており、この時期に発表した作品群で特に思い入れの深い作品だと語っている。

## あらすじ
礼桂（レゲ）の才能を見抜いた元プロボクシング世界王者のダンジェロの思惑で、礼桂は世界王者決定戦を目指すこととなった。

## 初出
小学館の『ビッグコミックスピリッツ』に全9話が掲載された。
- 第1話 - 第1巻第1号（1980年11月15日（1）号）[5]
- 第2話 - 第1巻第2号（1980年12月15日（2）号）[6]
- 第3話 - 第2巻第1号（1981年1月15日（1）号）[7]
- 第4話 - 第2巻第2号（1981年2月15日（2）号）
- 第5話 - 第2巻第3号（1981年3月15日（3）号）
- 第6話 - 第2巻第4号（1981年4月15日（4）号）
- 第7話 - 第2巻第5号（1981年5月15日（5）号）
- 第8話 - 第2巻第6号（1981年6月15日（6）号）
- 第9話 - 第2巻第7号（1981年7月15日（7）号）

## 単行本
フランス語、イタリア語及び中国語に翻訳されている。
日本語
- 『青の戦士 BLUE FIGHTER』双葉社〈アクションコミックス〉、1982年3月24日。ISBN 4-575-93056-3。[9]
- 『青の戦士 BLUE FIGHTER』双葉社〈双葉文庫〉、1998年7月25日。ISBN 4-575-72114-X。[10]
- 『青の戦士 BLUE FIGHTER』小学館〈谷口ジローコレクション〉、2022年3月5日。ISBN 978-4-09-179374-4。[11][12]

## 脚註

### 註釈
1. ↑  狩撫麻礼が贔屓にしていたボブ・マーリーに因み、主人公の名は礼桂（レゲ）とされた[2]。